# Traité de Prüm (855)
Pour les articles homonymes, voir Traité de Prüm.
- Royaume de Lothaire II de Lotharingie (Lotharingie)
- Royaume de Charles de Provence (royaume de Bourgogne)
- Royaume de Louis II d'Italie (royaume carolingien d'Italie)

Le traité de Prüm (855) établit la division de l'empire de Lothaire Ier entre ses trois fils.
La Francie médiane s'étendait du centre de l'Italie à la Frise. Elle était issue de la division de l'Empire carolingien en trois parties lors du traité de Verdun.
En 855 à Prüm (probablement au château de Schüller), Lothaire Ier partagea son empire entre ses fils :
- l'aîné Louis II, hérita de la couronne impériale et du royaume carolingien d'Italie (constitué par le Nord de la péninsule) ;
- le cadet Lothaire II reçut la partie nord de l'empire, située entre la Frise et les Vosges, qui prit le nom de Lotharingie ;
- le benjamin Charles, acquit la Provence et la Bourgogne cisjurane (territoires situés entre la Vallée du Rhône et les Alpes jusqu'au lac Léman).

Lothaire Ier se fit ensuite moine à l'abbaye de Prüm, où il mourut quelques jours plus tard.
En raison de la mort de Charles en 863, le royaume de celui-ci fut partagé entre ses deux frères : Lothaire II et Louis II.
En 870, à la suite de la mort de Lothaire II, fut signé le traité de Meerssen qui consacra le partage de la Lotharingie entre les deux  frères de Lothaire Ier : Charles le Chauve et Louis le Germanique.

## Partitions successives de l'empire carolingien

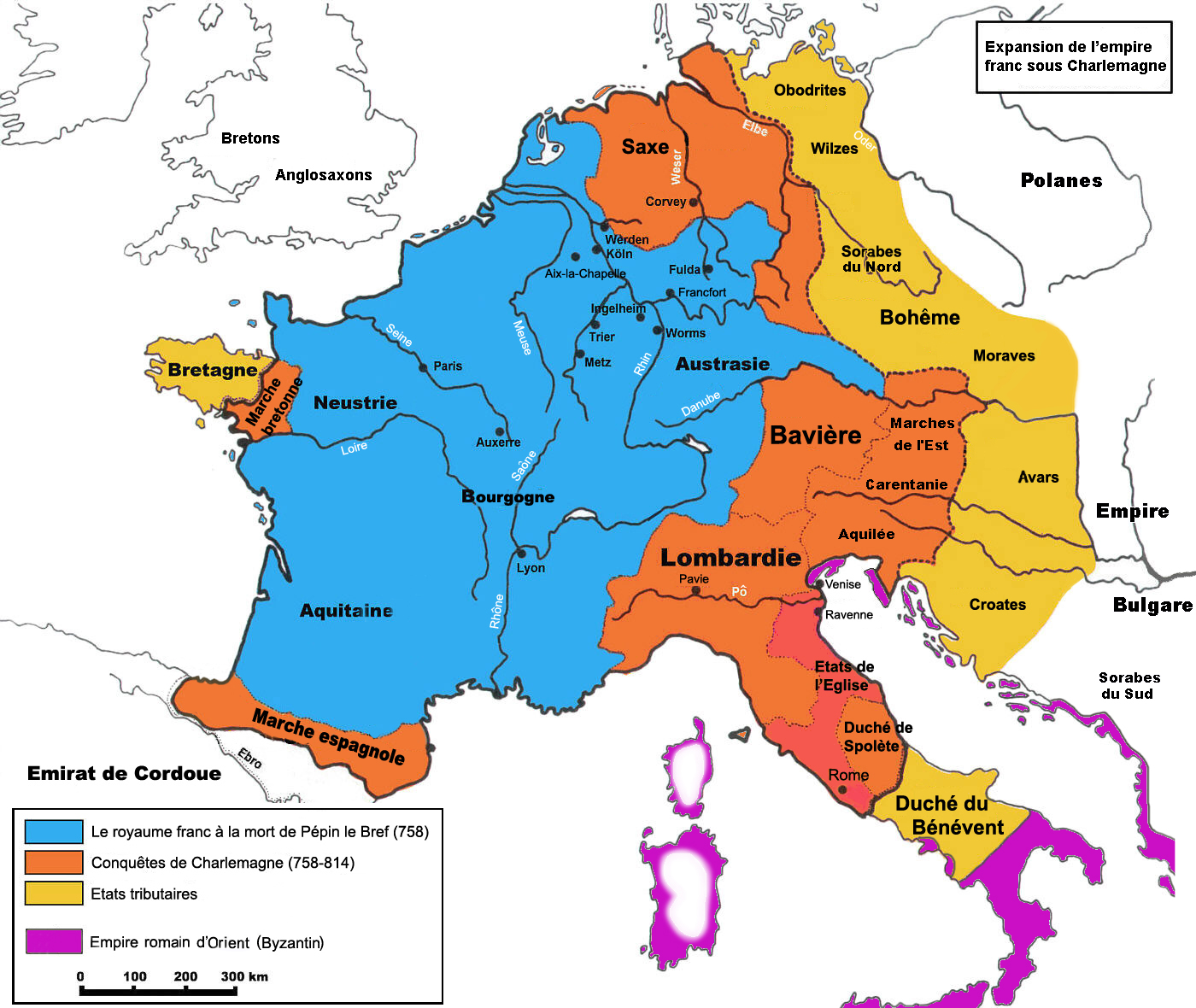
Extension de l'Empire carolingien sous Charlemagne (768-814).
Traité de Verdun (843) : l'Empire carolingien est divisé entre les trois fils de Louis le Pieux : Charles II le Chauve (Francie occidentale), Lothaire Ier (Francie médiane)  et Louis II de Germanie (Francie orientale).
Traité de Prüm (855) : la Francie médiane est divisée entre les 3 fils de Lothaire Ier : Lothaire II de Lotharingie, Charles de Provence et Louis II d'Italie.
Traité de Meerssen (870) : Charles II le Chauve (Francie occidentale) et Louis II le Germanique (Francie orientale) se partagent le royaume de leur neveu Lothaire II : la Lotharingie (Nord de la Francie médiane).
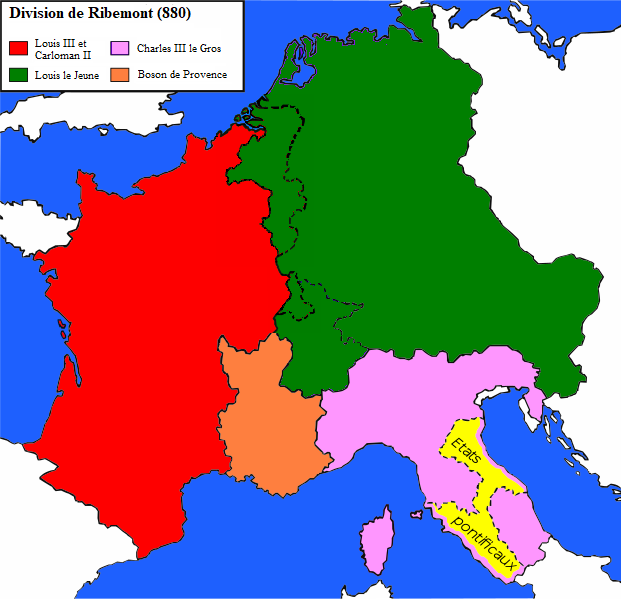
Traité de Ribemont (880) : pour lutter plus efficacement contre Boson de Provence, Louis III et son frère Carloman II, tous deux rois de Francie occidentale, accordent la totalité de la Lotharingie à Louis III le Jeune contre sa neutralité dans le conflit.